# Arcelor
Arcelor S. A. — до 2006 року — одна з найбільших сталеливарних компаній світу. Була зареєстрована в Люксембурзі.
Компанія була створена в 2001 році шляхом злиття іспанської Aceralia, французької Usinor і люксембурзької Arbed. У 2006 році, злившись з Mittal Steel, утворила компанію ArcelorMittal — найбільшу металургійну компанію світу.

## Власники і керівництво
На початок 2006 року 81,5 % акцій компанії перебували у вільному обігу, 4,2 % — на балансі самої Arcelor, 5,62 % належали Люксембургу, 3,55 % — J. M. A. C. B. V. (Aristrain), 3,21 % — регіону Валлонія (Бельгія), 1,94 % — працівникам Arcelor.

## Діяльність
Основні виробничі потужності Arcelor перебували у Франції.
За дев'ять місяців 2005 року виручка склала $29,7 млрд, чистий прибуток — $3,19 млрд.

## Злиття з Mittal Steel
27 січня 2006 року компанія була об'єктом пропозиції про поглинання її конкурентом Mittal Steel. Однак ця заявка призвела до істотного зростання вартості акцій Arcelor. Двоє членів правління Arcelor, Гільєрмо Уласія та Жак Шабанье також раптово подали у відставку. 26 травня 2006 року Arcelor оголосила про намір злитися з «Северсталью». Відтоді кілька економістів, ЗМІ та акціонери поставили під сумнів наміри Arcelor оголосити про злиття з «Северсталью» через непрозорість угоди. Але 25 червня 2006 року правління Arcelor вирішило продовжити злиття з Mittal Steel і відмовилося від планів злиття «Северсталь». Нова компанія тепер називається «АрселорМіттал». Arcelor також заплатив «Северсталі» 140 мільйонів євро як «штраф» за наслідки невдалих переговорів.  Лакшмі Міттал (власник Mittal Steel) став президентом, а Джозеф Кінш (колишній голова Arcelor) був призначений головою нової компанії до його виходу на пенсію. Злиття Arcelor з Mittal створило світового лідера в металургійній промисловості, підвищивши його силу переговорів з постачальниками та споживачами. Mittal Steel погодився виплатити Arcelor 40,37 євро за акцію, що майже вдвічі більше, ніж було запропоновано шість місяців тому.